# Droit brésilien
Le droit brésilien est l'ordre juridique de la République fédérative du Brésil.

## Histoire

### Droit colonial
Le droit colonial brésilien est le droit appliqué historiquement dans le Brésil colonial.
L'historiographie traditionnelle a abordé le droit colonial portugais au Brésil comme un cas de transplantation juridique, valorisant l'étude de l'ordre royal dans le contexte du Portugal en tant qu'État centralisé précoce. Cependant, une perspective plus récente se concentre sur le pluralisme juridique de l'époque, dans laquelle les ordres normatifs dépassaient la simples jonction des différents systèmes de droit en présence, en l'occurrence le ius commune européen, le droit canonique et les ordres de droit locaux. Dans ce contexte, les pratiques juridiques et les instituts établis pour combler les lacunes et résoudre les cas concrets sont valorisés.
L'historien du droit portugais Antonio Manuel Hespanha fut l'un des principaux partisans de la théorie d'un droit brésilien propre, se fondant sur un ensemble de décisions juridiques et de documents juridiques de l'époque. Des critiques, comme l'historienne Laura de Mello e Souza, soulignent un manque de contextualisation appropriée, en particulier dans l'application du concept d'Ancien Régime à la colonie brésilienne.

## Droit constitutionnel
La Constitution fédérale de 1988 établit le cadre politique, avec un président élu tous les quatre ans. Le Congrès national du Brésil, composé du Sénat et de la Chambre des députés, légifère au niveau fédéral. Des révisions constitutionnelles peuvent être proposées par le président, un tiers des députés fédéraux ou un tiers des sénateurs.

## Droit civil
Le système juridique brésilien comprend un Code civil brésilien de 2002 influencé par le droit allemand et italien, régissant des domaines tels que les contrats, la responsabilité civile et le droit des sociétés. Des révisions importantes ont été apportées par la loi sur la liberté économique de 2019. Le Code commercial brésilien (pt) de 1850 a été partiellement abrogé, maintenant les dispositions sur le droit maritime.

## Système judiciaire
Le système judiciaire est composé de tribunaux généraux et spéciaux, couvrant des domaines tels que le droit du travail, le droit militaire et le droit électoral. Le tribunal suprême fédéral est la plus haute instance et peut être saisi de questions constitutionnelles.

## Études de droit
Avec plus de 1 500 écoles de droit, le Brésil exige un examen du barreau pour exercer la profession juridique. Les juges, procureurs et avocats publics doivent avoir un diplôme en droit et réussir un concours public. Leur nomination est à vie, conformément à la Constitution fédérale de 1988.